# SSV Troisdorf 05
Maillots
Dernière mise à jour : 24 mars 2011.
Le SSV Troisdorf 05 est un club allemand localisé à Troisdorf en Rhénanie du Nord-Westphalie.

## Histoire (football)
Le club fut créé en mars 1905 sous la dénomination de FC Germania Troisdorf. Deux ans plus tard, le cercle fusionna avec le FC Adler Troisdorf (fondé en 1907) pour former le SV 1905 Troisdorf.
En 1910, le club fut englobé dans le Troisdorfer TV.
Après la Première Guerre mondiale, en 1919, la section football fusionna avec le BV 1915 Troisdorf et reprit l’appellation de SV 1905 Troisdorf.
Le 30 avril 1922, le SV 1905 Troisdorf fusionna à nouveau, cette fois avec la SV Mannstaedt-Werke Troisdorf pour former l’actuel SSV Troisdorf 05.
En 1930, le club accéda à la plus haute ligue régionale de l’époque, la Sonderklasse. Trois ans plus tard, le SSV Troisdorf 05 ne parvint pas à être retenu comme un des fondateurs de la Gauliga Mittelrhein, une des seize ligues créées sur ordre des Nazis, dès leur arrivée au pouvoir.
Le club dut attendre 1938 pour remporter le tour final, devant le SV 07 Andernach, le SC Viktoria Kellersberg et Westmark Trier et enfin monter en Gauliga.
Lors de sa première saison en Gauliga Mittelrhein, le SSV 05 termina vice-champion derrière le SpVgg Sülz 07 en n’étant devancé qu’au Torquotient ! L’année suivante, le club termina encore vice-champion. Après avoir remporté le groupe Mittelrhein, il s’inclina en finale contre le Mühlheimer SV 06.
Les deux saisons suivantes furent plus moyennes et décevantes. En 1942, Troisdorf 05 fut relégué. Il ne remonta plus en Gauliga.
En 1945, le club fut dissous par les Alliés, comme tous les clubs et associations allemands (voir Directive n°23). Il fut rapidement reconstitué.
Après la Seconde Guerre mondiale, six Kreisligen furent formées. Le vainqueur du Mittelrheinmeisterschaft (championnat du Rhin moyen) fut désigné par un tour final. Le SSV Troisdorf 05 termina à égalité de points avec Düren 99. Lors du match de barrage, alors que le score était de (2-2), Troisdorf quitta le terrain lors de la prolongation et Düren fut déclaré vainqueur.
En 1949, le club fut repris comme fondateurs de la 2. Liga West. Cette division était, dans l’organisation de l’époque, située au 2e niveau de la hiérarchie. 15e sur 16 dans le Groupe 2, le SSV Troisdorf 05 fut un des deux descendants sportifs avec le Bonner FV 01, alors que près de six autres formations renoncèrent soit par manque de moyens financiers, soit parce que la Fédération régionale ne leur accorda pas la licence nécessaire pour évoluer dans cette ligue.
Relégué, le SSV Troisdorf 05 remporta le titre du Mittelrheinmeisterschet en 1951 et participa au Championnat d’Allemagne Amateur. Il y atteignit les demi-finales, où il s’inclina contre le Karlsruher FV (1-3).
En 1956, le SSV 05 remporta une nouvelle fois le titre de Mittelrhein Meister, mais, lors du tour final, il ne parvint pas à remonter en 2. Liga West.
Après plusieurs saisons en milieur de tableau de la Verbandsliga Mittelrhein, le cercle descendit en 1963.
L’instauration de l’Oberliga Nordrhein, en 1978 (en tant 3e niveau directement en dessous de la Bundesliga et de la 2. Bundesliga), libéra des places en Verbandsliga Mittelrhein. Cela permit au SSV Troisdorf 05 d’y revenir.
Le club en fut relégué en 1986 en Landesliga puis un an plus tard en Bezirksliga. Le cercle fit un bref retour en Landesliga mais le club redescendit et en 1997, il chuta en Kreisliga.
En 2010-2011, le SSV Troisdorf 05 évolue en Kreisliga B Mittelrhein (Kreis Sieg, Groupe 2), soit au 10e niveau de la hiérarchie de la DFB.